# Danh sách Bí thư tỉnh thành Việt Nam nhiệm kỳ 2020–2025
Dưới đây là danh sách Bí thư các tỉnh và thành phố trực thuộc trung ương của Việt Nam nhiệm kì 2020-2025. Tất cả đều là Đảng viên Đảng Cộng sản Việt Nam.

## Danh sách
- Các Bí thư tái đắc cử từ nhiệm kì trước (2015-2020) được đánh dấu màu xanh. Trong mục ghi chú là chức vụ lúc đắc cử (ngoài chức Bí thư).

- tái đắc cử từ nhiệm kì trước (2015-2020)
- bị kỷ luật

| Tỉnh/TP           | Họ và tên            | Năm sinh | Nguyên quán    | Nhiệm kì                | Chức vụ Đảng                                                     | Chức vụ Nhà nước                                                                   |
| ----------------- | -------------------- | -------- | -------------- | ----------------------- | ---------------------------------------------------------------- | ---------------------------------------------------------------------------------- |
| TP Hà Nội         | Vương Đình Huệ       | 1957     | Nghệ An        | 07/02/2020 - 03/04/2021 | Ủy viên Bộ Chính trị                                             | Trưởng Đoàn ĐBQH Thành phố Hà Nội khóa XIV                                         |
| TP Hà Nội         | Đinh Tiến Dũng       | 1961     | Ninh Bình      | 03/04/2021 - nay        | Ủy viên Bộ Chính trị                                             |                                                                                    |
| TP Hồ Chí Minh    | Nguyễn Văn Nên       | 1957     | Tây Ninh       | 17/10/2020 - nay        | Ủy viên Bộ Chính trị                                             |                                                                                    |
| TP Hải Phòng      | Lê Văn Thành         | 1962     | Hải Phòng      | 24/10/2015 - 04/05/2021 | Ủy viên Trung ương Đảng                                          | Chủ tịch Hội đồng Nhân dân Thành phố Hải Phòng                                     |
| TP Hải Phòng      | Trần Lưu Quang       | 1967     | Tây Ninh       | 04/05/2021 - 05/01/2023 | Ủy viên Trung ương Đảng                                          |                                                                                    |
| TP Hải Phòng      | Lê Tiến Châu         | 1969     | Hậu Giang      | 16/01/2023 - nay        | Ủy viên Trung ương Đảng                                          |                                                                                    |
| TP Đà Nẵng        | Nguyễn Văn Quảng     | 1969     | Hải Phòng      | 21/10/2020 - nay        | Ủy viên Trung ương Đảng                                          |                                                                                    |
| TP Cần Thơ        | Lê Quang Mạnh        | 1974     | Hà Nội         | 25/09/2020 - 22/05/2023 | Ủy viên Trung ương Đảng                                          |                                                                                    |
| TP Cần Thơ        | Nguyễn Văn Hiếu      | 1976     | Bình Định      | 27/05/2023 - nay        | Ủy viên dự khuyết Trung ương Đảng                                |                                                                                    |
| An Giang          | Võ Thị Ánh Xuân      | 1970     | An Giang       | 02/10/2015 - 30/04/2021 | Ủy viên Trung ương Đảng                                          | Trưởng Đoàn ĐBQH tỉnh An Giang khóa XIV                                            |
| An Giang          | Lê Hồng Quang        | 1968     | Kiên Giang     | 30/04/2021 - nay        | Ủy viên Trung ương Đảng                                          |                                                                                    |
| Bà Rịa – Vũng Tàu | Phạm Viết Thanh      | 1962     | Quảng Nam      | 30/07/2020 – nay        | Ủy viên Trung ương Đảng                                          |                                                                                    |
| Bạc Liêu          | Lữ Văn Hùng          | 1963     | Hậu Giang      | 05/07/2020 - nay        | Ủy viên Trung ương Đảng                                          |                                                                                    |
| Bắc Giang         | Dương Văn Thái       | 1970     | Bắc Giang      | 14/10/2020 - nay        | Ủy viên Trung ương Đảng                                          | Chủ tịch Hội đồng Nhân dân tỉnh Bắc Giang                                          |
| Bắc Kạn           | Hoàng Duy Chinh      | 1968     | Bắc Kạn        | 27/10/2020 - nay        | Ủy viên Trung ương Đảng                                          | Trưởng Đoàn ĐBQH tỉnh Bắc Kạn khóa XIV                                             |
| Bắc Ninh          | Đào Hồng Lan         | 1971     | Hải Dương      | 25/9/2020 - 15/07/2022  | Ủy viên Trung ương Đảng                                          |                                                                                    |
| Bắc Ninh          | Nguyễn Anh Tuấn      | 1979     | Thanh Hóa      | 23/07/2022 - nay        | Ủy viên Trung ương Đảng                                          |                                                                                    |
| Bến Tre           | Phan Văn Mãi         | 1973     | Bến Tre        | 12/07/2019 - 31/05/2021 | Ủy viên Trung ương Đảng                                          | Chủ tịch Hội đồng Nhân dân tỉnh Bến Tre                                            |
| Bến Tre           | Lê Đức Thọ           | 1970     | Phú Thọ        | 03/07/2021 - nay        | Ủy viên Trung ương Đảng                                          |                                                                                    |
| Bình Dương        | Trần Văn Nam         | 1963     | Bình Dương     | 27/10/2015 - 06/07/2021 | Ủy viên Trung ương Đảng                                          | Trưởng Đoàn ĐBQH tỉnh Bình Dương khóa XIV                                          |
| Bình Dương        | Nguyễn Văn Lợi       | 1961     | TP Hồ Chí Minh | 10/07/2021 - nay        | Ủy viên Trung ương Đảng                                          |                                                                                    |
| Bình Định         | Hồ Quốc Dũng         | 1966     | Bình Định      | 15/10/2020 - nay        | Ủy viên Trung ương Đảng                                          | Chủ tịch Hội đồng Nhân dân tỉnh Bình Định                                          |
| Bình Phước        | Nguyễn Văn Lợi       | 1961     | TP Hồ Chí Minh | 22/10/2015 - 10/07/2021 | Ủy viên Trung ương Đảng                                          | Trưởng Đoàn ĐBQH tỉnh Bình Phước khóa XIV                                          |
| Bình Phước        | Nguyễn Mạnh Cường    | 1973     | Nghệ An        | 19/07/2021 - nay        | Ủy viên Trung ương Đảng                                          |                                                                                    |
| Bình Thuận        | Dương Văn An         | 1971     | Thừa Thiên Huế | 16/10/2020 - nay        | Ủy viên Trung ương Đảng                                          |                                                                                    |
| Cà Mau            | Nguyễn Tiến Hải      | 1965     | Cà Mau         | 25/06/2020 - nay        | Ủy viên Trung ương Đảng                                          | Chủ tịch Hội đồng Nhân dân tỉnh Cà Mau                                             |
| Cao Bằng          | Lại Xuân Môn         | 1963     | Nam Định       | 26/12/2017 - 14/09/2021 | Ủy viên Trung ương Đảng                                          | Trưởng Đoàn ĐBQH tỉnh Cao Bằng khóa XIV                                            |
| Cao Bằng          | Trần Hồng Minh       | 1967     | Hà Nội         | 16/09/2021 - nay        | Ủy viên Trung ương Đảng                                          |                                                                                    |
| Đắk Lắk           | Bùi Văn Cường        | 1965     | Hải Dương      | 19/07/2019 - 07/05/2021 | Ủy viên Trung ương Đảng                                          |                                                                                    |
| Đắk Lắk           | Nguyễn Đình Trung    | 1973     | Nghệ An        | 07/05/2021 - nay        | Ủy viên Trung ương Đảng                                          |                                                                                    |
| Đắk Nông          | Ngô Thanh Danh       | 1966     | Quảng Nam      | 16/10/2020 - nay        | Ủy viên Trung ương Đảng                                          | Trưởng Đoàn ĐBQH tỉnh Đắk Nông khóa XIV                                            |
| Đồng Nai          | Nguyễn Phú Cường     | 1967     | Bình Dương     | 29/09/2015 - 21/07/2021 | Ủy viên Trung ương Đảng                                          | Chủ tịch Hội đồng nhân dân tỉnh Đồng Nai                                           |
| Đồng Nai          | Nguyễn Hồng Lĩnh     | 1964     | Long An        | 07/08/2021 - nay        | Ủy viên Trung ương Đảng                                          |                                                                                    |
| Đồng Tháp         | Lê Quốc Phong        | 1978     | Hà Nội         | 19/10/2020 - nay        | Ủy viên Trung ương Đảng                                          | Trưởng Đoàn ĐBQH tỉnh Đồng Tháp khóa XIV                                           |
| Điện Biên         | Nguyễn Văn Thắng     | 1973     | Hà Nội         | 14/10/2020 - 21/10/2022 | Ủy viên Trung ương Đảng                                          | Trưởng Đoàn ĐBQH tỉnh Điện Biên khóa XIV                                           |
| Điện Biên         | Trần Quốc Cường      | 1961     | Nam Định       | 15/11/2022 - nay        | Ủy viên Trung ương Đảng                                          |                                                                                    |
| Gia Lai           | Hồ Văn Niên          | 1975     | Gia Lai        | 02/06/2020 - nay        | Ủy viên Trung ương Đảng                                          | Trưởng Đoàn ĐBQH tỉnh Gia Lai khóa XIV                                             |
| Hà Giang          | Đặng Quốc Khánh      | 1976     | Hà Tĩnh        | 06/07/2019 - 25/05/2023 | Ủy viên Trung ương Đảng                                          | Trưởng Đoàn ĐBQH tỉnh Hà Giang khóa XIV                                            |
| Hà Giang          | Nguyễn Mạnh Dũng     | 1973     | Hà Nam         | 31/05/2023 - nay        |                                                                  | Quyền Bí thư Tỉnh ủy cho đến khi chức vụ được kiện toàn                            |
| Hà Nam            | Lê Thị Thủy          | 1964     | Nghệ An        | 21/07/2019 - nay        | Ủy viên Trung ương Đảng                                          | Trưởng Đoàn ĐBQH tỉnh Hà Nam khóa XIV                                              |
| Hà Tĩnh           | Hoàng Trung Dũng     | 1971     | Hà Tĩnh        | 15/10/2020 - nay        | Ủy viên Trung ương Đảng                                          | Chủ tịch Hội đồng Nhân dân tỉnh Hà Tĩnh                                            |
| Hải Dương         | Phạm Xuân Thăng      | 1966     | Hải Dương      | 26/10/2020 - 03/10/2022 | Ủy viên Trung ương Đảng                                          | Đã bị khai trừ khỏi Đảng                                                           |
| Hải Dương         | Trần Đức Thắng       | 1973     | Vĩnh Phúc      | 27/10/2022 - nay        | Ủy viên Trung ương Đảng                                          |                                                                                    |
| Hậu Giang         | Lê Tiến Châu         | 1969     | Tây Ninh       | 19/08/2020 - 30/06/2021 | Ủy viên Trung ương Đảng                                          |                                                                                    |
| Hậu Giang         | Nghiêm Xuân Thành    | 1969     | Vĩnh Phúc      | 03/07/2021 - nay        | Ủy viên Trung ương Đảng                                          |                                                                                    |
| Hòa Bình          | Ngô Văn Tuấn         | 1971     | Bắc Ninh       | 02/10/2020 - 24/07/2022 | Ủy viên Trung ương Đảng                                          |                                                                                    |
| Hòa Bình          | Nguyễn Phi Long      | 1976     | Yên Bái        | 25/07/2022 - nay        | Ủy viên Dự khuyết Trung ương Đảng                                | Chủ tịch Ủy ban Nhân dân tỉnh Bình Định                                            |
| Hưng Yên          | Đỗ Tiến Sỹ           | 1965     | Hưng Yên       | 15/10/2015 - 15/06/2021 | Ủy viên Trung ương Đảng                                          | Trưởng Đoàn ĐBQH tỉnh Hưng Yên khóa XIV                                            |
| Hưng Yên          | Nguyễn Hữu Nghĩa     | 1972     | Hà Nội         | 01/07/2021 - nay        | Ủy viên Trung ương Đảng                                          |                                                                                    |
| Khánh Hòa         | Nguyễn Khắc Định     | 1964     | Thái Bình      | 19/10/2019 - 23/04/2021 | Ủy viên Trung ương Đảng                                          | Trưởng Đoàn ĐBQH tỉnh Khánh Hòa khóa XIV                                           |
| Khánh Hòa         | Nguyễn Hải Ninh      | 1976     | Hưng Yên       | 23/04/2021 - nay        | Ủy viên Trung ương Đảng                                          |                                                                                    |
| Kiên Giang        | Đỗ Thanh Bình        | 1967     | Cà Mau         | 17/10/2020 - nay        | Ủy viên Trung ương Đảng                                          |                                                                                    |
| Kon Tum           | Dương Văn Trang      | 1961     | Quảng Ngãi     | 01/06/2020 - nay        | Ủy viên Trung ương Đảng                                          |                                                                                    |
| Lai Châu          | Giàng Páo Mỷ         | 1963     | Lai Châu       | 10/09/2018 - nay        | Ủy viên Trung ương Đảng                                          | Trưởng Đoàn ĐBQH tỉnh Lai Châu khóa XIV Chủ tịch Hội đồng Nhân dân tỉnh Lai Châu   |
| Lạng Sơn          | Lâm Thị Phương Thanh | 1967     | Ninh Bình      | 24/12/2017 - 01/07/2021 | Ủy viên Trung ương Đảng                                          |                                                                                    |
| Lạng Sơn          | Nguyễn Quốc Đoàn     | 1975     | Ninh Bình      | 01/07/2021 - nay        | Ủy viên Trung ương Đảng                                          |                                                                                    |
| Lào Cai           | Đặng Xuân Phong      | 1972     | Vĩnh Phúc      | 15/10/2020 - 10/01/2025 | Ủy viên Trung ương Đảng                                          | Chủ tịch Hội đồng Nhân dân tỉnh Lào Cai                                            |
| Lào Cai           | Trịnh Xuân Trường    | 1977     | Nam Định       | 07/02/2025 - nay        |                                                                  | Chủ tịch UBND tỉnh Lào Cai                                                         |
| Lâm Đồng          | Trần Đức Quận        | 1967     | Đà Nẵng        | 15/10/2020 - nay        | Ủy viên Trung ương Đảng                                          | Chủ tịch Hội đồng Nhân dân tỉnh Lâm Đồng                                           |
| Long An           | Nguyễn Văn Được      | 1968     | Long An        | 15/10/2020 - nay        | Ủy viên Trung ương Đảng                                          | Chủ tịch Hội đồng Nhân dân tỉnh Long An                                            |
| Nam Định          | Đoàn Hồng Phong      | 1963     | Nam Định       | 24/09/2015 - 06/05/2021 | Ủy viên Trung ương Đảng                                          | Trưởng Đoàn ĐBQH tỉnh Nam Định khóa XIV                                            |
| Nam Định          | Phạm Gia Túc         | 1965     | Nam Định       | 06/05/2021 - nay        | Ủy viên Trung ương Đảng                                          |                                                                                    |
| Nghệ An           | Thái Thanh Quý       | 1976     | Nghệ An        | 20/01/2020 - nay        | Ủy viên Trung ương Đảng                                          |                                                                                    |
| Ninh Bình         | Nguyễn Thị Thu Hà    | 1970     | Ninh Bình      | 24/04/2020 - 15/03/2023 | Ủy viên Trung ương Đảng                                          | Trưởng Đoàn ĐBQH tỉnh Ninh Bình khóa XIV                                           |
| Ninh Bình         | Đoàn Minh Huấn       | 1971     | Hà Tĩnh        | 31/03/2023 - nay        | Ủy viên Trung ương Đảng                                          |                                                                                    |
| Ninh Thuận        | Nguyễn Đức Thanh     | 1962     | Hà Tĩnh        | 05/2014 - nay           | Ủy viên Trung ương Đảng                                          | Chủ tịch Hội đồng Nhân dân tỉnh Ninh Thuận                                         |
| Phú Thọ           | Bùi Minh Châu        | 1961     | Phú Thọ        | 14/12/2018 - nay        | Ủy viên Trung ương Đảng                                          | Trưởng Đoàn ĐBQH tỉnh Phú Thọ khóa XIV Chủ tịch Hội đồng Nhân dân tỉnh Phú Thọ     |
| Phú Yên           | Phạm Đại Dương       | 1974     | Hà Nội         | 19/08/2020 - nay        | Ủy viên Trung ương Đảng                                          |                                                                                    |
| Quảng Bình        | Vũ Đại Thắng         | 1975     | Hà Nội         | 22/07/2020 - nay        | Ủy viên Trung ương Đảng                                          |                                                                                    |
| Quảng Nam         | Phan Việt Cường      | 1963     | Quảng Nam      | 10/07/2019 - nay        | Ủy viên Trung ương Đảng                                          | Trưởng Đoàn ĐBQH tỉnh Quảng Nam khóa XIV Chủ tịch Hội đồng Nhân dân tỉnh Quảng Nam |
| Quảng Ngãi        | Bùi Thị Quỳnh Vân    | 1974     | Quảng Ngãi     | 04/08/2020 - nay        | Ủy viên Trung ương Đảng                                          | Chủ tịch Hội đồng Nhân dân tỉnh Quảng Ngãi                                         |
| Quảng Ninh        | Nguyễn Xuân Ký       | 1972     | Nam Định       | 06/09/2019 - nay        | Ủy viên Trung ương Đảng                                          | Chủ tịch Hội đồng Nhân dân tỉnh Quảng Ninh                                         |
| Quảng Trị         | Lê Quang Tùng        | 1971     | Hà Tĩnh        | 23/07/2020 - nay        | Ủy viên Trung ương Đảng                                          |                                                                                    |
| Sóc Trăng         | Lâm Văn Mẫn          | 1970     | Sóc Trăng      | 15/10/2020 - nay        | Ủy viên Trung ương Đảng                                          | Chủ tịch Hội đồng Nhân dân tỉnh Sóc Trăng                                          |
| Sơn La            | Nguyễn Hữu Đông      | 1972     | Phú Thọ        | 16/09/2019 - nay        | Ủy viên Trung ương Đảng                                          |                                                                                    |
| Tây Ninh          | Nguyễn Thành Tâm     | 1974     | Tây Ninh       | 24/08/2020 - nay        | Ủy viên Trung ương Đảng                                          | Chủ tịch Hội đồng Nhân dân tỉnh Tây Ninh                                           |
| Thái Bình         | Ngô Đông Hải         | 1970     | Bình Định      | 01/06/2020 - nay        | Ủy viên Trung ương Đảng                                          |                                                                                    |
| Thái Nguyên       | Nguyễn Thanh Hải     | 1970     | Hà Nội         | 23/05/2020 - nay        | Ủy viên Trung ương Đảng                                          | Trưởng Đoàn ĐBQH tỉnh Thái Nguyên khóa XIV                                         |
| Thanh Hóa         | Đỗ Trọng Hưng        | 1971     | Thanh Hóa      | 27/10/2020 - nay        | Ủy viên Trung ương Đảng                                          | Trưởng Đoàn ĐBQH tỉnh Thanh Hóa khóa XIV                                           |
| Thừa Thiên Huế    | Lê Trường Lưu        | 1963     | Thừa Thiên Huế | 02/10/2015 - nay        | Ủy viên Trung ương Đảng                                          | Chủ tịch HĐND Tỉnh, Trưởng đoàn ĐBQH Tỉnh.                                         |
| Tiền Giang        | Nguyễn Văn Danh      | 1962     | Tiền Giang     | 21/10/2015 - nay        | Ủy viên Trung ương Đảng                                          | Chủ tịch Hội đồng Nhân dân tỉnh Tiền Giang                                         |
| Trà Vinh          | Ngô Chí Cường        | 1967     | Trà Vinh       | 16/10/2020 - nay        | Ủy viên Trung ương Đảng                                          | Trưởng Đoàn ĐBQH tỉnh Trà Vinh khóa XIV                                            |
| Tuyên Quang       | Chẩu Văn Lâm         | 1967     | Tuyên Quang    | 27/02/2015 - nay        | Ủy viên Trung ương Đảng                                          | Trưởng Đoàn ĐBQH tỉnh Tuyên Quang khóa XIV                                         |
| Vĩnh Long         | Trần Văn Rón         | 1961     | Vĩnh Long      | 24/03/2015 - 07/05/2021 | Ủy viên Trung ương Đảng Phó Chủ nhiệm Ủy ban Kiểm tra Trung ương | Trưởng Đoàn ĐBQH tỉnh Vĩnh Long khóa XIV                                           |
| Vĩnh Long         | Bùi Văn Nghiêm       | 1966     | Vĩnh Long      | 07/05/2021 - nay        | Ủy viên Trung ương Đảng                                          | Chủ tịch Hội đồng Nhân dân tỉnh Vĩnh Long                                          |
| Vĩnh Phúc         | Hoàng Thị Thúy Lan   | 1966     | Vĩnh Phúc      | 14/02/2015 - 08/3/2024  | Ủy viên Trung ương Đảng                                          | Trưởng Đoàn ĐBQH tỉnh Vĩnh Phúc khóa XIV Chủ tịch Hội đồng Nhân dân tỉnh Vĩnh Phúc |
| Vĩnh Phúc         | Đặng Xuân Phong      | 1972     | Vĩnh Phúc      | 10/01/2025 - nay        | Ủy viên Trung ương Đảng                                          | Trưởng Đoàn ĐBQH tỉnh Vĩnh Phúc khóa XIV                                           |
| Yên Bái           | Đỗ Đức Duy           | 1970     | Thái Bình      | 23/09/2020 - nay        | Ủy viên Trung ương Đảng                                          | Chủ tịch Hội đồng Nhân dân tỉnh Yên Bái                                            |